# Melothria perpusilla
Melothria perpusilla là một loài thực vật có hoa trong họ Cucurbitaceae. Loài này được (Blume) Cogn. mô tả khoa học đầu tiên năm 1881.